# John Cardos
John « Bud » Cardos (né le 20 décembre 1929 à Saint-Louis (Missouri) et mort le 31 décembre 2020) est un réalisateur américain.

## Filmographie
- 1970 : The Red, White, and Black
- 1972 : Drag Racer
- 1977 : L'Horrible Invasion (Kingdom of the Spiders)
- 1979 : The Dark
- 1979 : Le Jour de la fin des temps (The Day Time Ended)
- 1984 : Mutant (Night Shadows)
- 1988 : Skeleton Coast
- 1988 : Les Bannis de Gor (en) (Outlaw of Gor)
- 1988 : Act of Piracy